# Bohumil Ecker
Bohumil Ecker (* 25. února 1962) je bývalý slovenský fotbalový brankář.

## Fotbalová kariéra
V československé lize hrál za TJ Spartak TAZ Trnava. Nastoupil ve 4 ligových utkáních.

## Ligová bilance
| Ročník                                   | Zápasy | Góly | Klub                  |
| ---------------------------------------- | ------ | ---- | --------------------- |
| 1. československá fotbalová liga 1980/81 | 1      | 0    | TJ Spartak TAZ Trnava |
| 1. československá fotbalová liga 1987/88 | 3      | 0    | TJ Spartak TAZ Trnava |
| CELKEM                                   | 4      | 0    |                       |